# Itame confederata
Itame confederata är en fjärilsart som beskrevs av Barnes och Mcdunnough 1916. Itame confederata ingår i släktet Itame och familjen mätare. Inga underarter finns listade i Catalogue of Life.